# Weijiaqiao (ort i Kina, Shaanxi, lat 32,88, long 106,69)
Weijiaqiao är en ort i Kina. Den ligger i provinsen Shaanxi, i den nordvästra delen av landet, omkring 260 kilometer sydväst om provinshuvudstaden Xi'an. Antalet invånare är 2 175. Befolkningen består av 996 kvinnor och 1 179 män. Barn under 15 år utgör 15,0 %, vuxna 15-64 år 64 %, och äldre över 65 år 20,0 %.
Runt Weijiaqiao är det ganska tätbefolkat, med 166 invånare per kvadratkilometer. Närmaste större samhälle är Xinji, 18,9 km nordost om Weijiaqiao. I omgivningarna runt Weijiaqiao växer i huvudsak blandskog.
Genomsnittlig årsnederbörd är 1 225 millimeter. Den regnigaste månaden är juli, med i genomsnitt 292 mm nederbörd, och den torraste är december, med 2 mm nederbörd.